# Komaravolu Chandrasekharan
 (juillet 2016).
Komaravolu Chandrasekharan, ou K. S. Chandrasekharan est un mathématicien indien, né le 21 novembre 1920 à Machilipatnam dans ce qui est aujourd'hui l'Andhra Pradesh et mort le 13 avril 2017. 

## Biographie
Il va à l'école du district de Guntur, puis étudie au high school Bapatla, également à Guntur. Il obtient ensuite son M.A. en mathématiques du Presidency College à Chennai et est boursier de recherche au département de mathématiques de l'université de Madras entre 1940 et 1943. De 1943 à 1946, il est chargé de cours à temps partiel au Presidency College et, simultanément, obtient son doctorat sous K. Ananda Rau (en), qui était avec Ramanujan à Cambridge. Chandrasekharan se rend ensuite à l'Institute for Advanced Study à Princeton aux États-Unis.
En 1949, alors qu'il est à Princeton, il est invité par Homi Bhabha à se joindre à l'École de mathématiques de l'institut Tata de recherche fondamentale. Organisateur et administrateur doué, il y transforme l'École de mathématiques en un centre d'excellence respecté dans le monde entier. Il lance un programme très efficace de recrutement et de formation des chercheurs. Il tire profit de ses contacts avec les plus grands mathématiciens du monde pour persuader un grand nombre d'entre eux (comme Laurent Schwartz, médaillé Fields, et Carl Siegel) de venir y enseigner pendant deux mois. Les notes de cours préparés à partir de ces conférences et publiées par l'institut jouissent d'une grande réputation chez les mathématiciens.
De 1955 à 1961, il est membre du comité exécutif de l'Union mathématique internationale. Il est le secrétaire de l'Union de 1961 à 1966 et son président de 1971 à 1974. Les 24 années passées dans ce comité ont été remplies d'initiatives remarquées. Il est vice-président du Conseil international des unions scientifiques de 1963 à 1966 et son secrétaire général de 1966 à 1970. Il est ensuite (1961–1966) membre du Comité consultatif scientifique du gouvernement de l'Inde. Il est honoré de la Padma Shri en 1959, du prix Shanti Swarup Bhatnagar pour la science et la technologie en 1963 et de la médaille Srinivasa Ramanujan en 1966.
Il est à l'origine du parrainage par l'Union mathématique internationale du Colloque international mathématique tenu tous les quatre ans depuis 1956 à l'Institut Tata. En 1957, sur son initiative, l'institut Tata de recherche fondamentale publie les Cahiers de Srinivasa Ramanujan.
Dans les années cinquante, Chandrasekharan est rédacteur en chef du Journal de la Société mathématique indienne. Il réussit à convaincre quelques-uns des grands noms dans le domaine d'y publier.
En 1965, il quitte l'institut Tata et va enseigner à l'École polytechnique fédérale de Zurich.
Il est un nom connu dans les domaines de la théorie des nombres et de la sommabilité. L'Inde l'honore tout particulièrement.